# Johann Gottlieb Goldberg
Johann Gottlieb Goldberg (Danzig, gedoopt 14 maart 1727 – Dresden, 15 april 1756) was een van oorsprong Pruisische klavecinist, organist en componist, die vooral bekend is geworden als de eerste vertolker van de Goldbergvariaties (BWV 988) van Johann Sebastian Bach.

## Leven
Hij stond in zijn korte leven bekend als een virtuoos klavecinist en organist. Graaf Hermann Carl von Keyserlingk, ambassadeur van de Russische tsaar in het keurvorstendom Saksen, schijnt de jonge Goldberg rond 1737 te hebben ontdekt en in dienst genomen als privé-klavecinist. Hij zou hem ook naar Bach en diens zoon Wilhelm Friedemann hebben gestuurd om zijn opleiding te vervolmaken. De dertig variaties op een thema, door Bach in 1741 gepubliceerd als vierde deel van de Clavier-Übung, zouden volgens overlevering hun première beleefd hebben onder de vaardige vingers van de jonge Goldberg, vandaar de bijnaam "Goldberg"-variaties. Hetzelfde verhaal weet te vertellen dat de variaties besteld zouden zijn door Von Keyserlingk om hem in zijn slapeloze nachten wat op te vrolijken. Het is te lezen in de Bachbiografie van Johann Nikolaus Forkel (1802) en wordt door hedendaagse Bachvorsers geclassificeerd als een legende.
Goldberg bleef tot omstreeks 1745 in dienst van Von Keyserlingk. Over de volgende vijf jaren bestaat geen duidelijkheid, maar in 1750 heeft Wilhelm Friedemann Bach hem gehoord op een concert, zo blijkt uit een in 1767 geschreven brief. Vanaf 1751 was Goldberg "Kammermusikus" in de privékapel van de Saksische staatsman Graaf Heinrich von Brühl. Hij overleed in 1756 in Dresden, nog maar 29 jaar oud, aan tuberculose.

## Werk
Goldbergs eigen composities worden weinig gespeeld, hoewel ze goed in elkaar zitten en een eigen persoonlijkheid verraden. Naast enkele koraalvoorspelen, die verloren zijn gegaan, zijn wel overgeleverd: 
- 24 polonaisen met variaties in alle grote en kleine terts-toonsoorten.
- Klavecimbelconcerten
- Vijf triosonaten en een kwartetsonate
- Enkele cantates

Goldbergs triosonate in C majeur voor twee violen en basso continuo is tot ver in de twintigste eeuw toegeschreven aan Bach (BWV 1037).
- Bibsys: 15021788
- Biblioteca Nacional de España: XX4447408
- Bibliothèque nationale de France: cb138945721 (data)
- CiNii: DA12268055
- Gemeinsame Normdatei: 118702688
- International Standard Name Identifier: 0000 0001 1763 2037
- Library of Congress Control Number: n82155095
- MusicBrainz: 311e9a58-1661-47cc-9a06-11c5fc5b3795
- Nationale Bibliotheek van Tsjechië: xx0015073
- Nationale bibliotheek van Australië: 35677250
- Nationale Bibliotheek van Israël: 987007283518605171
- Nationale Bibliotheek van Polen: a0000001809581
- Nationale en Universitaire bibliotheek Zagreb: 000723414
- Nederlandse Thesaurus van Auteursnamen: 096507551
- Réseau des bibliothèques de Suisse occidentale: 02-A011494066
- SNAC: w6hm5fg7
- Système universitaire de documentation: 160491622
- Trove: 1038234
- Virtual International Authority File: 51875328
- WorldCat: E39PBJyrVQqKCH3X9wX3JMpF8C